# Аптон-парк (станція метро)
51°32′06″ пн. ш. 0°02′04″ сх. д. / 51.535° пн. ш. 0.0344° сх. д.
Аптон-парк (англ. Upton Park) — станція Лондонського метрополітену ліній Дистрикт та Гаммерсміт-енд-Сіті. Станція знаходиться у районі Аптон-парк, боро Ньюгем, Великий Лондон, у 3-й тарифній зоні, між метростанціями Плейстоу та Іст-Гем. В 2017 році пасажирообіг станції — 9.59 млн пасажирів
Конструкція станції — наземна відкрита з двома прямими береговими платформами. 
Станція слугувала місцевою станцією для Болейн Граунд, домашнього майданчика футбольного клубу Вест Гем Юнайтед до 2016 року, до того як клуб переїхав на Олімпійський стадіон.

## Історія
- 17. вересня 1877 — відкриття станції у складі London, Tilbury and Southend Railway (LT&SR)
- 2. червня 1902 — відкриття трафіку лінії Дистрикт[4]
- 30. березня 1936 — відкриття трафіку лінії Метрополітен (з 1988, на цій дільниці Гаммерсміт-енд-Сіті)[4]
- 1962 — припинення залізничного трафіку.

## Пересадки
- На автобуси London Buses маршрутів 58, 104, 238, 330 та 376.

## Послуги
| Попередня станція | Лінія                           | Лінія                                      | Лінія | Наступна станція |
| ----------------- | ------------------------------- | ------------------------------------------ | ----- | ---------------- |
| Плейстоу          |                                 | Лондонське метро Лінія Гаммерсміт-енд-Сіті |       | Іст-Гем          |
| Плейстоу          | Лондонське метро Лінія Дистрикт |                                            |       | Іст-Гем          |